# Vedelbæk
Vedelbæk eller Vedelspang Å (også Boholt Å, sjælden Vedelsbæk, på tysk Wellspanger Au og Boholzer Au) er et vandløb i det sydvestlige Angel i Sydslesvig syd for den dansk-tyske grænse. Åen har en samlet længde på 9 km. Den udspringer i Langsøen ved landsbyen Vedelspang, passerer den udtørrede Ravnholtsø og landsbyen Boholt (Boskov), inden den ved Bredbølskov løber sammen med den fra øst kommende Oksbæk, hvorefter åen drejer sig mod syd og hedder nu Løjt Å / Fysing Å, som efter få km munder ud i Slien. Syd for sammenløbet findes med Borreskjær (Borreskier) et større vadområde.
Ved Vedelspang findes en bro, hvorover den gamle landevej går fra Flensborg til Mysunde og videre til Egernfjord by. Her ved Vedelspang Mølle lod Erik af Pommern 1416 opføre et slot, som blev sløjfet af holstenerne i 1426. Møllen skal efter traditionen være bygget af materiale fra Guldholm Kloster. På strækningen mellem Pokær (Bokær) og Bolholtå er åen præget af stejle skråninger og skrænter. Afsnittet ved Boholt kaldes for Boholt Å. Åen har tilløb af Kongsdam (Königsdamm), Fløbæk (også Flybæk, ty. Flübek), Tolk Sø, Katbæk (Kattbek), Ølsby Å (Ülsbyer Au) og Tingvad Ä (Dingwatter Au). Vandløbets navn er første gang dokumenteret 1649. Navnet henføres gl.dansk væte (≈dreje, vælte rundt, rulle) (måske opr. *Wælta) og kunne vel i et ånavn tænkes at sigte til vandets hvirvelbevægelser.
Åløbet danner på en del af strækningen grænsen mellem Farnsted og Strukstrup sogne i nord og Tolk sogn i sydøst samt mellem kommunerne Bøglund, Strukstrup i nord og Tolk i sydøst. Åen danner også nordgrænsen for naturparken Slien.